# Île Iluric
L'île Iluric est une île du golfe du Morbihan en France. Elle fait partie de la commune de l'Île-d'Arz et est situé au sud de l'île Ilur.

## Toponymie
Iluric semble être dérivée des mots bretons : « Il » (lierre) et « Ur » (un ou le). Littéralement : L’île du lierre et son diminutif (Iluric).
Le site de la mairie de l'Île-d'Arz nomme cette île "l'île d'Huric" alors que les cartes IGN et la carte de Cassini donnent bien le nom d'"Île Iluric". 

## Géographie
La superficie de l'île est de 10 ha.
Ilur est séparée de l'île d'Arz par le chenal assez profond de la rivière de Noyalo ; par contre seule une zone vaseuse, un schorre, découvrant à marée basse et contenant des parcs à huîtres, la sépare, ainsi que les îles Iluric, Godec et des Œufs, de la rive nord de la presqu'île de Rhuys. Il est probable qu'avant le VIe siècle ces îles étaient rattachées au continent, étant reliées à l'actuelle presqu'île de Rhuys par une plaine, ce qui explique la création au haut Moyen Âge de la paroisse d'Ilur dont l'île d'Arz dépendait alors. Cette plaine fut envahie par la mer lors d'une transgression marine entre le VIe siècle et le XIe siècle, ce qui créa les îles précitées (seule l'île d'Arz existant antérieurement à cette transgression).

## Histoire
A. Marteville et P. Varin, continuateurs d'Ogée, décrivent ainsi Iluric en 1843 : « L'île d'Illuric, dans le sud d'Illur, d'une contenance de 9 ha 88 ares, est également cultivée ; elle faisait autrefois partie de la paroisse de Sarzeau et dépendait de la frérie de Ruault. Depuis la nouvelle organisation des communes, elle a été jointe à celle de l'Île-d'Arz. »